# Hästhagen, Malmö
Hästhagen är ett skol- och bostadsområde i Västra Innerstaden, Malmö. 
Hästhagen avgränsas av gatorna Regementsgatan, Östra Rönneholmsvägen, Fersens väg och Carl Gustafs väg.
I området ligger två gymnasieskolor, Malmö Borgarskola och Sankt Petri skola. Mellan dem ligger simhallen som heter Simhallsbadet. Hästhagens förskola ligger också i området, liksom förskolan Sankta Elisabeth som är knuten till den Katolska församlingen. Pilstorpsparken är områdets enda egentliga grönområde fastän skolgårdarna också är beväxta. Bebyggelsen består främst av flerfamiljshus i slutna kvarter från tiden mellan 1910- och 1940-talet. Bland de arkitekturella stilriktningarna finns nationalromantik, nordisk klassicism och funktionalism väl representerade i bebyggelsen.
Hästhagen angörs (2023) i norr av busslinje 4 med två  hållplatser (Simhallsbadet och Stadsbiblioteket), i öst av linjerna 1 och 150 med två hållplatser där linje 1 stannar vid Malmö Opera samt Stadsbiblioteket och linje 150 endast vid Stadsbiblioteket (linje 141 stannade tidigare vid Stadsbiblioteket och Malmö Opera, men vid Malmö Opera bara i riktning mot Malmö C på grund av platsbrist).). Linje 150 kör till Malmö C Norra.

## Namn och historik

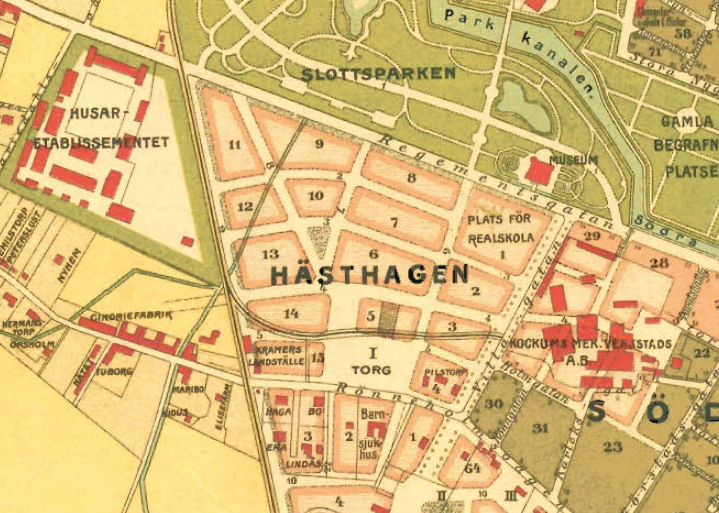
Utdrag från Karta öfver staden Malmö jemte dertill hörande områden från 1904 signerad stadsingenjör Anders Nilsson.

Området, som fått sitt namn efter att tidigare ha använts som donationsjord och betesmark låg förutom små gårdar obebyggt fram till början av 1900-talet. Den 28 juni 1896 visades film för första gången i Sverige på Nordiska industri- och slöjdutställningen i Pilstorpsparken. Trots att S:t Petri skola (då Malmö Realskola) hade uppförts redan 1908, började området byggas upp först i samband med Baltiska utställningen 1914. Detta år stod Grand Hotell Fersen klart för att kunna ta emot gäster till utställningen och år 1922 stod Svenska Sockeraktiebolagets hus färdigt, uppförd i nationalromantisk stil. Anders Nilsson som var stadsingenjör 1898–1920 och hans efterträdare Erik Bülow-Hübe (stadsingenjör 1921–1946) ritade stadsplaner för området som till stora delar fullföljdes. Under 1920-talet byggdes kvarteren Kungen, Prinsen, Hertigen och Hövitsmannen. Bostadshusen i kvarteren Guvernören och Marskalken tillkom under 1930-talet då också Malmö Borgarskola uppfördes. På femtiotalet uppfördes Simhallsbadet (Aqua-kul) i kvarteret Regenten och lamellhusen i kvarteret Kanslern. På tomten för Simhallsbadet hade Erik Bülow-Hübe från början ritad in ett för tiden modernt parkeringstorg. Den katolska kyrkan, Vår Frälsares kyrka, stod färdig år 1960 på tidigare kolonimark i kvarteret Bispen. Senaste stora nybyggnationen var Sydkrafts kontorsbyggnad (nuvarande E-on) som uppfördes 1984 i kvarteret Excellensen.

## Gator

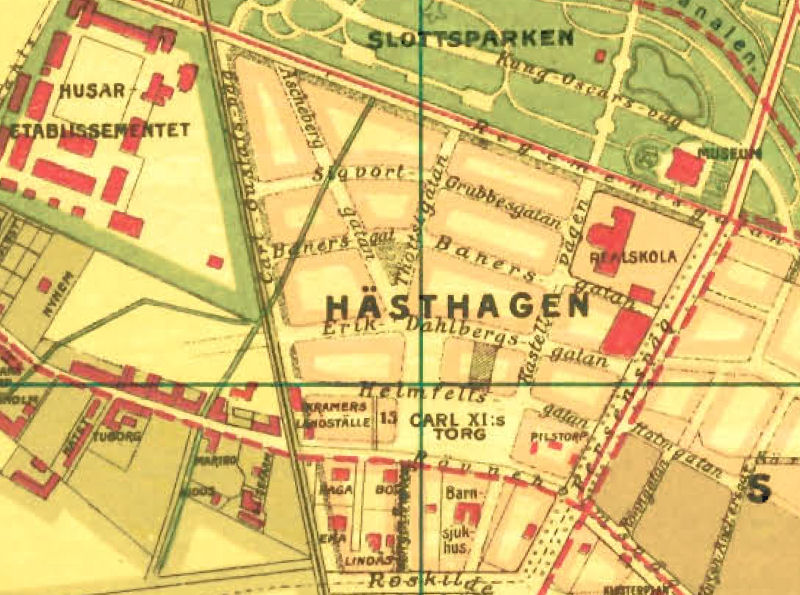
Utdrag från Karta öfver staden Malmö jemte dertill hörande områden från 1914 signerad stadsingenjör Anders Nilsson. Här är Realskolan och Grand Hotell Fersen färdigbyggda och gatorna och torget har fått namn.

Gatorna i området bär namn som främst knyter an till den svenska stormaktstiden; Carl Gustafs väg, Banérsgatan, Erik Dahlbergsgatan, Fersens väg, Helmfeltsgatan, Thottsgatan samt två nu försvunna gator, Ascheberggatan och Sigvort Grubbesgatan. Regementet (Kronprinsens husarregemente) och stadens försvar har gett namn åt Regements- och Kastellgatan och tidningsmannen Carl Herslow har gett namn åt Carl Herslowgatan. Marken där Pilstorpsparken ligger var från början del av en större öppen plats som i de tidiga stadsplanerna var reserverad för ett torg. I senare planer fick det namnet Carl XI:s Torg och det innefattade mark som sedan bebyggdes med kvarteret Hövitsmannen. Det är osäkert om marken var något annat än ett oomvandlat grönområde tills den bebyggdes på 1930-talet.